# Bistum Itanagar
Das Bistum Itanagar (lateinisch Dioecesis Itanagarensis, englisch Diocese of Itanagar) ist eine in Indien gelegene römisch-katholische Diözese mit Sitz in Itanagar.

## Geschichte
Das Bistum Itanagar wurde am 7. Dezember 2005 durch Papst Benedikt XVI. mit der Apostolischen Konstitution Cum nuper aus Gebietsabtretungen des Bistums Tezpur errichtet und dem Erzbistum Guwahati als Suffraganbistum unterstellt. Erster Bischof wurde John Thomas Kattrukudiyil, dem 2023 Benny Varghese Edathattel nachfolgte.

## Territorium
Das Bistum Itanagar umfasst die Distrikte East Kameng, East Siang, Kurung Kumey, Lower Subansiri, Papum Pare, Tawang, Upper Siang, Upper Subansiri, West Kameng und West Siang im Westen des Bundesstaates Arunachal Pradesh.